# Žarko Obradović
Žarko Obradović (Berane, Crna Gora, 21. svibnja 1960.) je ministar prosvjete Republike Srbije u vladi dr. Mirka Cvetkovića i dužnosnik Socijalističke partije Srbije.
Na dužnost ministra prosvjete izabran je 7. srpnja 2008. godine.